# 11 Short Stories of Pain & Glory
11 Short Stories of Pain & Glory is het negende studioalbum van de Amerikaanse punkband Dropkick Murphys. Het album werd uitgegeven op 6 januari 2017 op cd en lp via Born & Bred Records, het platenlabel van de band. Het album bereikte de achtste plaats in de Billboard 200-hitlijst en is daarmee de op een na hoogste positie die de band in deze hitlijst heeft behaald.
Een deluxe edition van het album kwam met een 7-inch picturedisc, met daarop twee extra nummers: "Blood" en een akoestische versie van het nummer "Sandlot". Deze versie van het album bevat onder andere een cd, een boek en de picturedisc. Het bleef beperkt tot een oplage van 5000 stuks.
Het album heeft vier singles voortgebracht: "Blood", "You'll Never Walk Alone" (een cover van het nummer uit 1945), "Paying My Way" en "Until the Next Time".

## Nummers
| 11 Short Stories of Pain & Glory 1. "The Lonesome Boatman" - 2:42 2. "Rebels with a Cause" - 3:00 3. "Blood" - 4:01 4. "Sandlot" - 3:44 5. "First Class Loser" - 2:55 6. "Paying My Way" - 3:54 7. "I Had a Hat" - 3:02 8. "Kicked to the Curb" - 3:26 9. "You'll Never Walk Alone" - 3:22 10. "4-15-13" - 4:47 11. "Until the Next Time" - 3:47 | Bonustracks 1. "Blood" 2. "Sandlot" |

## Muzikanten
Band
- Al Barr - zang
- Tim Brennan - gitaar, accordeon, mellotron, tinwhistle, achtergrondzang
- Ken Casey - zang, basgitaar
- Jeff DaRosa - banjo, bouzouki, mandoline, harmonica, akoestische gitaar, achtergrondzang
- Matt Kelly - drums, slagwerk, achtergrondzang
- James Lynch - gitaar, achtergrondzang

Gastmuzikanten
- Ted Hutt - slagwerk
- Lee Forshner - doedelzak (tracks 3, 9 en 11)